# Орельская, Марина Валерьевна
Марина Валерьевна Орельская (р. 1968, Ленинград) — российский индолог, санскритолог, переводчик, исследователь индийских языков, рукописей и сценических искусств древней и средневековой Индии.

## Биография
Окончила школу-интернат с углубленным изучением языков английского и хинди, училась на кафедре классической филологии Филологического факультета Санкт-Петербургского государственного университета.
Выпускница кафедры индологии Восточного факультета Санкт-Петербургского государственного университета по специальности «Бенгальская филология».
С 1993 живёт и работает в Индии.

## Научная и преподавательская деятельность
В 1998 году защитила кандидатскую диссертацию по литературам Востока в СПбГУ, а в 2001 году — докторскую диссертацию по языку санскрит в в Государственном Университете Пуны (Индия) (научный руководитель — I.C.Deshpande), получила учёную степень доктора философии (Ph.D.) по специальности «Санскрит».
В 2002 г. работала научным сотрудником в International Institute for Asian Studies в г. Лейдене. В 2000—2005 гг. преподавала санскрит и теорию сценических искусств на факультете изящных искусств Государственного Университета Пуны.
Разработала методику сравнительного сопоставления древнеиндийских технических трактатов по сценическим искусствам, синтетический метод обучения профессиональных сценических исполнителей санскриту и древнеиндийским текстам. Автор энциклопедического санскритско-английского словаря танцевальной терминологии.

## Научные труды

### Диссертации
- Technique of classical Indian dance in ancient Sanskrit Literature («Техника классического индийского танца в древней санскритской литературе»). A thesis submitted for the degree of Doctor of Philosophy (in Sanskrit) to the University of Pune, Faculty of Arts, Department of Sanskrit and Prakrit Languages. — University of Pune, India. — 2001. — In two volumes, 1025 pages.
- «Ранняя санскритская литература по теории драмы и театра (тексты Бхараты и Нандикешвары)». Диссертация на соискание ученой степени кандидата филологических наук. Санкт-Петербург, СПбГУ. 1998. — 429 стр.

### Избранные труды
- Орельская М. В. Описание рас в «Сангита-ратнакаре» Шарнгадэвы. Перевод с санскрита, комментарий // Письменные памятники Востока. 2008 — № 2(9). — С.52-66.
- Орельская М. В. Отрывок из девятой главы «Натьяшастры». Вступительная статья, перевод с санскрита и комментарий // Восток. — 2006. — № 3. С.129-141.
- Orelskaya M.V. Sanskrit manuals on dance // Newsletter of the International Institute for Asian Studies. — Leiden, the Netherlands. — 2003 — № 30, p.18.
- Orelskaya M.V. A forgotten edition of the ‘Abhinayadarpana’ of Nandikeshvara // The Annals of Bhandarkar Oriental Research Institute. — Pune, India.- 2002. — Vol.LXXXII (2001), pp.243-250.
- Orelskaya M.V. Nandikeshvara in Hindy mythology // The Annals of Bhandarkar Oriental Research Institute. — Pune, India.- 1998. — Vol.LXXVIII (1997), pp. 233—248.